# قرة ناز سفلي
قرة ناز سفلي هي قرية في مقاطعة مراغة، إيران. عدد سكان هذه القرية هو 90 في سنة 2006.